# Typhonium alismifolium
Typhonium alismifolium là một loài thực vật có hoa trong họ Ráy (Araceae). Loài này được F.Muell. miêu tả khoa học đầu tiên năm 1873.